# 南森冰架
南森冰架（英語：Nansen Ice Sheet）是南極洲的冰架，位於維多利亞地沿岸，長30英里、寬10英里，冰源來自里維斯冰川，該冰架在1907至1909年由英國的探險隊勘探。

## 外部連結
- Flow pattern and rheology of marine ice from Nansen Ice Shelf
- Compression experiments

74°53′S 163°10′E / 74.883°S 163.167°E